# Dụng Quang Nho
Dụng Quang Nho (sinh ngày 1 tháng 1 năm 2000) là một cầu thủ bóng đá chuyên nghiệp người Việt Nam hiện đang thi đấu ở vị trí tiền vệ phòng ngự cho câu lạc bộ Hoàng Anh Gia Lai.
Anh là người dân tộc Chăm và trưởng thành từ học viện Hoàng Anh Gia Lai – JMG.

## Thống kê sự nghiệp

### Câu lạc bộ
Tính đến ngày 6 tháng 3 năm 2021
| Câu lạc bộ        | Mùa giải       | Giải đấu       | Giải đấu | Giải đấu | Cúp Quốc gia | Cúp Quốc gia | Châu lục | Châu lục | Khác | Khác | Tổng cộng | Tổng cộng |
| Câu lạc bộ        | Mùa giải       | Hạng           | Trận     | Bàn      | Trận         | Bàn          | Trận     | Bàn      | Trận | Bàn  | Trận      | Bàn       |
| ----------------- | -------------- | -------------- | -------- | -------- | ------------ | ------------ | -------- | -------- | ---- | ---- | --------- | --------- |
| Hoàng Anh Gia Lai | 2019           | V.League 1     | 7        | 10       | 11           | 10           | —        | —        | —    | —    | 8         | 30        |
| Hoàng Anh Gia Lai | 2020           | V.League 1     | 10       | 10       | 10           | 10           | —        | —        | —    | —    | 10        | 10        |
| Hoàng Anh Gia Lai | 2021           | V.League 1     | 30       | 09       | 12           | 22           | —        | —        | —    | —    | 4         | 70        |
| Hoàng Anh Gia Lai | Tổng cộng      | Tổng cộng      | 20       | 30       | 20           | 40           | 60       | 06       | 03   | 08   | 22        | 200       |
| Hải Phòng (mượn)  | 2022           | V.League 1     | 11       | 10       | 10           | 10           | —        | —        | —    | —    | 10        | 20        |
| Tổng sự nghiệp    | Tổng sự nghiệp | Tổng sự nghiệp | 21       | 11       | 2            | 50           | 10       | 20       | 60   | 100  | 23        | 250       |

### Bàn thắng quốc tế

#### U-23 Việt Nam
| #  | Ngày                | Địa điểm              | Đối thủ   | Tỷ số | Kết quả | Giải thi đấu                              |
| -- | ------------------- | --------------------- | --------- | ----- | ------- | ----------------------------------------- |
| 1. | 19 tháng 2 năm 2022 | Phnôm Pênh, Campuchia | Singapore | 3–0   | 7–0     | Giải vô địch bóng đá U-23 Đông Nam Á 2022 |

## Danh hiệu

### Đội tuyển quốc gia
U-23 Việt Nam
- Đại hội Thể thao Đông Nam Á:  2021
- Giải vô địch bóng đá U-23 Đông Nam Á:  2022

### Câu lạc bộ
Hải Phòng (mượn)
- V.League 1:  2022